# Olga Danilović
Olga Danilović (ur. 23 stycznia 2001 w Belgradzie) – serbska tenisistka, triumfatorka French Open 2016, Wimbledonu 2017 i US Open 2017 w konkurencji gry podwójnej dziewcząt.

## Kariera tenisowa

### Kariera juniorska
W 2016 roku zwyciężyła w zawodach French Open w grze podwójnej dziewcząt. Partnerowała jej Paula Arias Manjón, z którą w finale pokonała Olesię Pierwuszynę oraz Anastasiję Potapową. W 2017 roku razem z Kają Juvan zwyciężyły w rozgrywkach debla dziewcząt podczas Wimbledonu, w meczu mistrzowskim pokonując Catherine McNally i Whitney Osuigwe 6:4, 6:3. Końcowy triumf w zawodach wielkoszlemowych odniosła również w parze z Martą Kostiuk podczas US Open w tym samym sezonie, zwyciężając w ostatnim spotkaniu z deblem Lea Bošković–Wang Xiyu wynikiem 6:1, 7:5.

### Kariera seniorska
W lipcu 2018 roku przegrała w eliminacjach do zawodów rangi WTA International Series w Moskwie, lecz dzięki wycofaniu się dwóch zawodniczek dostała się, po raz pierwszy w karierze, do głównej drabinki turnieju WTA. W drugiej rundzie pokonała rozstawioną z numerem ósmym Kaię Kanepi 7:6(3), 7:5, w ćwierćfinale reprezentantkę TOP 10 rankingu WTA – Julię Görges 6:3, 6:3, a w walce o finał odprawiła piątą zawodniczkę turnieju Alaksandrę Sasnowicz 6:2, 5:7, 7:5. W meczu mistrzowskim zmierzyła się z rówieśniczką – siedemnastoletnią Anastasiją Potapowa. W trzecim secie wróciła ze stanu 3:4 i 0:40, wygrywając trzy kolejne gemy i odnosząc pierwsze w karierze zwycięstwo, i to w debiucie, w turnieju WTA.
Od grudnia 2019 do kwietnia 2020 jej trenerem był Tomasz Wiktorowski.
W zawodach cyklu WTA Tour Serbka wygrała jeden turniej w grze pojedynczej z dwóch rozegranych finałów, w grze podwójnej natomiast wygrała dwa turnieje z czterech osiągniętych finałów. W deblu awansowała też do dwóch finałów w zawodach cyklu WTA 125, w jednym z nich zwyciężając.

## Życie prywatne
Olga jest córką serbskiego koszykarza, Predraga Danilovicia.

## Historia występów wielkoszlemowych
Legenda
     W, wygrany turniej
     F, przegrana w finale
     SF, przegrana w półfinale
     QF, przegrana w ćwierćfinale
     xR, przegrana w x rundzie
     Qx, przegrana w x rundzie kwalifikacji
     A, brak startu
     NH, turniej nie odbył się

### Występy w grze pojedynczej
| Australian Open        | A   | A   | Q1  | Q2  | 2R  | A   | Q3  | Q2 | 4R | 0 / 2 | 4 – 2  |  |  |  |  |  |  |  |  |  |  |  |  |  |  |  |  |
| French Open            | A   | A   | Q2  | Q1  | Q1  | 2R  | 3R  | 4R | 3R | 0 / 4 | 8 – 4  |  |  |  |  |  |  |  |  |  |  |  |  |  |  |  |  |
| Wimbledon              | A   | A   | Q3  | NH  | Q1  | A   | Q1  | 1R | 2R | 0 / 2 | 1 – 2  |  |  |  |  |  |  |  |  |  |  |  |  |  |  |  |  |
| US Open                | A   | Q2  | A   | A   | 2R  | Q1  | Q1  | Q1 |    | 0 / 1 | 1 – 0  |  |  |  |  |  |  |  |  |  |  |  |  |  |  |  |  |
|                        |     |     |     |     |     |     |     |    |    |       |        |  |  |  |  |  |  |  |  |  |  |  |  |  |  |  |  |
| Ranking na koniec roku | 465 | 103 | 187 | 183 | 131 | 150 | 116 | 53 |    | 0 / 9 | 14 – 8 |  |  |  |  |  |  |  |  |  |  |  |  |  |  |  |  |

### Występy w grze podwójnej
| Australian Open        | A   | A   | A   | A   | A   | A   | A   | A   | 1R | 0 / 1 | 0 – 1 |  |  |  |  |  |  |  |  |  |  |  |  |  |  |  |  |
| French Open            | A   | A   | A   | A   | A   | A   | A   | A   | QF | 0 / 1 | 3 – 1 |  |  |  |  |  |  |  |  |  |  |  |  |  |  |  |  |
| Wimbledon              | A   | A   | A   | NH  | A   | A   | A   | A   | A  | 0 / 0 | 0 – 0 |  |  |  |  |  |  |  |  |  |  |  |  |  |  |  |  |
| US Open                | A   | A   | A   | A   | A   | A   | A   | A   |    | 0 / 0 | 0 – 0 |  |  |  |  |  |  |  |  |  |  |  |  |  |  |  |  |
|                        |     |     |     |     |     |     |     |     |    |       |       |  |  |  |  |  |  |  |  |  |  |  |  |  |  |  |  |
| Ranking na koniec roku | 689 | 167 | 240 | 434 | 258 | 142 | 349 | 830 |    | 0 / 2 | 3 – 2 |  |  |  |  |  |  |  |  |  |  |  |  |  |  |  |  |

### Występy w grze mieszanej
| Australian Open | A | A | A | A  | A | A | A | A | A  | 0 / 0 | 0 – 0 |  |  |  |  |  |  |  |  |  |  |  |  |  |  |  |  |
| French Open     | A | A | A | NH | A | A | A | A | A  | 0 / 0 | 0 – 0 |  |  |  |  |  |  |  |  |  |  |  |  |  |  |  |  |
| Wimbledon       | A | A | A | NH | A | A | A | A | A  | 0 / 0 | 0 – 0 |  |  |  |  |  |  |  |  |  |  |  |  |  |  |  |  |
| US Open         | A | A | A | NH | A | A | A | A | 1R | 0 / 1 | 0 – 1 |  |  |  |  |  |  |  |  |  |  |  |  |  |  |  |  |
|                 |   |   |   |    |   |   |   |   |    |       |       |  |  |  |  |  |  |  |  |  |  |  |  |  |  |  |  |
|                 |   |   |   |    |   |   |   |   |    | 0 / 1 | 0 – 1 |  |  |  |  |  |  |  |  |  |  |  |  |  |  |  |  |

## Finały turniejów WTA
| Legenda                     | Legenda |
| --------------------------- | ------- |
| Wielki Szlem                |         |
| Igrzyska olimpijskie        |         |
| WTA Tour Championships      |         |
| 2009 – 2020                 |         |
| WTA Premier Mandatory       |         |
| WTA Premier 5               |         |
| WTA Premier                 |         |
| WTA International Series    |         |
| WTA 125K series (2012–2020) |         |
| od 2021                     |         |
| WTA 1000 (obowiązkowe)      |         |
| WTA 1000 (nieobowiązkowe)   |         |
| WTA 500                     |         |
| WTA 250                     |         |
| WTA 125                     |         |

### Gra pojedyncza 4 (2–2)
| Końcowy wynik | Nr | Data              | Turniej | Nawierzchnia   | Przeciwniczka       | Wynik finału     |
| ------------- | -- | ----------------- | ------- | -------------- | ------------------- | ---------------- |
| Zwyciężczyni  | 1. | 29 lipca 2018     | Moskwa  | Ceglana        | Anastasija Potapowa | 7:5, 6:7(1), 6:4 |
| Finalistka    | 1. | 17 lipca 2022     | Lozanna | Ceglana        | Petra Martić        | 4:6, 2:6         |
| Zwyciężczyni  | 2. | 27 listopada 2024 | Kanton  | Twarda         | Caroline Dolehide   | 6:3, 6:1         |
| Finalistka    | 2. | 20 kwietnia 2025  | Rouen   | Ceglana (hala) | Elina Switolina     | 4:6, 6:7(8)      |

### Gra podwójna 4 (2–2)
| Końcowy wynik | Nr | Data             | Turniej  | Nawierzchnia  | Partnerka           | Przeciwniczki                   | Wynik finału   |
| ------------- | -- | ---------------- | -------- | ------------- | ------------------- | ------------------------------- | -------------- |
| Zwyciężczyni  | 1. | 29 września 2018 | Taszkent | Twarda        | Tamara Zidanšek     | Irina-Camelia Begu Raluca Olaru | 7:5, 6:3       |
| Finalistka    | 1. | 7 marca 2021     | Lyon     | Twarda (hala) | Eugenie Bouchard    | Viktória Kužmová Arantxa Rus    | 6:3, 5:7, 7–10 |
| Zwyciężczyni  | 2. | 16 lipca 2022    | Lozanna  | Ceglana       | Kristina Mladenovic | Ulrikke Eikeri Tamara Zidanšek  | walkower       |
| Finalistka    | 2. | 5 lutego 2023    | Lyon     | Twarda (hala) | Aleksandra Panowa   | Cristina Bucșa Bibiane Schoofs  | 6:7(5), 3:6    |

## Finały turniejów WTA 125

### Gra pojedyncza 2 (2–0)
| Końcowy wynik | Nr | Data          | Turniej | Nawierzchnia | Przeciwniczka               | Wynik finału     |
| ------------- | -- | ------------- | ------- | ------------ | --------------------------- | ---------------- |
| Zwyciężczyni  | 1. | 16 lipca 2023 | Båstad  | Ceglana      | Emma Navarro                | 7:6(4), 3:6, 6:3 |
| Zwyciężczyni  | 2. | 30 marca 2025 | Antalya | Ceglana      | Victoria Jiménez Kasintseva | 6:2, 6:3         |

### Gra podwójna 2 (1–1)
| Końcowy wynik | Nr | Data             | Turniej  | Nawierzchnia | Partnerka              | Przeciwniczki               | Wynik finału   |
| ------------- | -- | ---------------- | -------- | ------------ | ---------------------- | --------------------------- | -------------- |
| Finalistka    | 1. | 5 czerwca 2022   | Makarska | Ceglana      | Aleksandra Krunić      | Dalila Jakupović Tena Lukas | 7:5, 2:6, 5–10 |
| Zwyciężczyni  | 1. | 11 września 2022 | Bari     | Ceglana      | Elisabetta Cocciaretto | Andrea Gámiz Eva Vedder     | 6:2, 6:3       |

## Finały turniejów ITF
| turnieje z pulą nagród 100 000 $ (W100) |
| turnieje z pulą nagród 80 000 $ (W80)   |
| turnieje z pulą nagród 60 000 $ (W75)   |
| turnieje z pulą nagród 40 000 $ (W50)   |
| turnieje z pulą nagród 25 000 $ (W35)   |
| turnieje z pulą nagród 15 000 $ (W15)   |
| turnieje z pulą nagród 10 000 $         |

### Gra pojedyncza 10 (7–3)
| Rezultat     |    | Data       | Turniej               | ($)      | Naw.    | Przeciwniczka       | Wynik         |
| Zwyciężczyni | 1. | 20/11/2016 | Antalya               | 10 000   | Ceglana | Vivien Juhaszova    | 6:2, 6:3      |
| Zwyciężczyni | 2. | 26/03/2017 | Antalya               | 15 000   | Ceglana | Julia Grabher       | 6:3, 6:2      |
| Finalistka   | 1. | 04/11/2017 | San Cugat             | 25 000   | Ceglana | Marta Paigina       | 6:2, 4:6, 3:6 |
| Finalistka   | 2. | 26/11/2017 | Walencja              | 25 000+H | Ceglana | Irina Bara          | 7:5, 4:6, 0:6 |
| Zwyciężczyni | 3. | 27/03/2018 | Pula                  | 25 000   | Ceglana | Federica Di Sarra   | 6:4, 6:3      |
| Zwyciężczyni | 4. | 15/07/2018 | Versmold              | 60 000   | Ceglana | Laura Siegemund     | 5:7, 6:1, 6:3 |
| Finalistka   | 3. | 11/08/2019 | Hechingen             | 60 000   | Ceglana | Barbara Haas        | 2:6, 1:6      |
| Zwyciężczyni | 5. | 08/09/2019 | Montreux              | 60 000   | Ceglana | Julia Grabher       | 6:2, 6:3      |
| Zwyciężczyni | 6. | 21/05/2023 | Madryt                | 100 000  | Ceglana | Sara Sorribes Tormo | 6:2, 6:3      |
| Zwyciężczyni | 7. | 13/10/2024 | Cornellà de Llobregat | 100 000  | Twarda  | Arantxa Rus         | 6:2, 6:0      |

### Gra podwójna 4 (1–3)
| Rezultat     |    | Data       | Turniej   | ($)    | Naw.    | Partnerka             | Przeciwniczki                     | Wynik          |
| Zwyciężczyni | 1. | 19/11/2016 | Antalya   | 10 000 | Ceglana | Berfu Cengiz          | Tayisiya Morderger Yana Morderger | 6:4, 6:4       |
| Finalistka   | 1. | 03/11/2017 | San Cugat | 25 000 | Ceglana | Guiomar Maristany     | Luisa Stefani Renata Zarazúa      | 1:6, 4:6       |
| Finalistka   | 2. | 15/07/2018 | Versmold  | 60 000 | Ceglana | Nina Stojanović       | Pemra Özgen Despina Papamichail   | 6:1, 2:6, 4–10 |
| Finalistka   | 4. | 11/08/2019 | Hechingen | 60 000 | Ceglana | Georgina García Pérez | Cristina Dinu Lina Ǵorčeska       | 6:4, 5:7, 7–10 |

## Finały juniorskich turniejów wielkoszlemowych

### Gra podwójna
| Końcowy wynik | Rok  | Turniej     | Nawierzchnia | Partnerka          | Przeciwniczki                          | Wynik finału   |
| Zwyciężczyni  | 2016 | French Open | Ceglana      | Paula Arias Manjón | Olesia Pierwuszyna Anastasija Potapowa | 3:6, 6:3, 10–8 |
| Zwyciężczyni  | 2017 | Wimbledon   | Trawiasta    | Kaja Juvan         | Catherine McNally Whitney Osuigwe      | 6:4, 6:3       |
| Zwyciężczyni  | 2017 | US Open     | Twarda       | Marta Kostiuk      | Lea Bošković Wang Xiyu                 | 6:1, 7:5       |